# 生悦住貞太郎

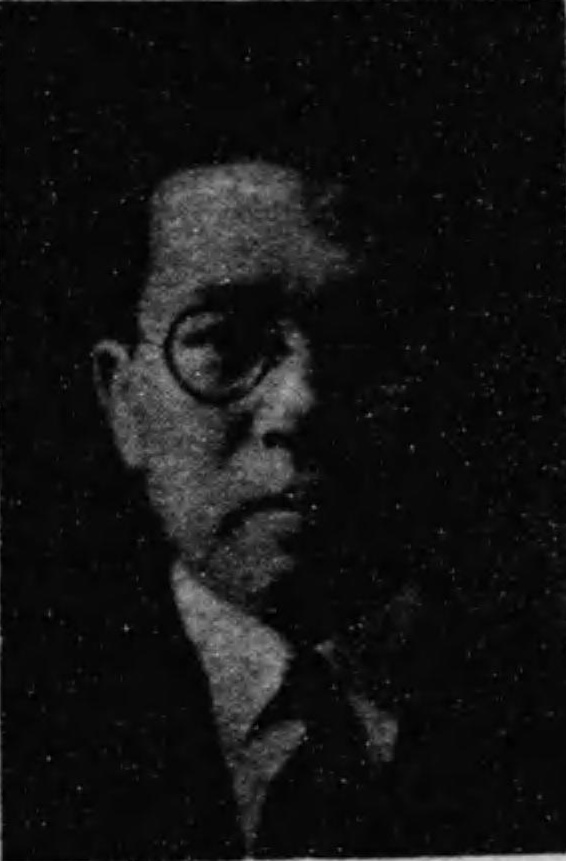
生悦住貞太郎

生悦住 貞太郎（いけずみ ていたろう、1898年（明治31年）12月28日 – 1984年（昭和59年）4月25日）は、大正から昭和期の実業家、政治家。衆議院議員（2期）、ダイジェット工業社長、同会長。

## 経歴
奈良県宇陀郡三本松村（室生村を経て現宇陀市）で生まれる。生悦住安蔵の長男。1914年（大正3年）三本松村大野尋常高等小学校を卒業し、隣家、田畑商店の年季奉公人となり醤油の行商に従事した。1919年（大正8年）家出して大阪に移り石堂鋼商会で働く。大阪高等工業学校（現大阪大学工学部）採鉱冶金科の夜学で学び、1923年（大正12年）に卒業した。
1924年（大正13年）米子製鋼所に入社。1928年（昭和3年）独立して三重県飯南郡松阪町（現松阪市）で生悦住鋼商会を開業。1935年（昭和10年）米子製鋼所からの要請により生悦住鋼商会を閉じて米子製鋼所大阪営業所長となる。1936年（昭和11年）米子製鋼所が日曹製鋼株式会社に改称し同社取締役に就任。1937年（昭和12年）日曹製鋼を辞任し米子鉱業社長に就任。
1938年（昭和13年）大阪特殊製鋼を設立し専務取締役に就任し、1940年（昭和15年）同社長となる。その他、三元金属工業取締役、大鋼機械製作所取締役、日本高圧管取締役、大阪工業会委員、関西経済連合会評議員、関西経営者協会委員などを務めた。
終戦を迎え、大阪特殊製鋼の伊丹工場を除いて、黒坂、武雄、人吉、三国の各工場を各工場長に譲った。日本の復興のため政界に進出することを決意し、1947年（昭和22年）4月の第23回衆議院議員総選挙に三重県第2区から民主党公認で立候補して初当選。1949年（昭和24年）1月の第24回総選挙では次点で落選し、1952年（昭和27年）10月の第25回総選挙では改進党公認で立候補して再選され、衆議院議員に通算2期在任した。この間、民主党院内総務、衆議院金属鉱工業委員長、民主党常任幹事、同政務調査会理事、同商工部会鉱工業委員長、衆議院人事委員、改進党資金部長などを務めた。政界での葛藤に失望し、1953年（昭和28年）4月の第26回総選挙には立候補せず政界から引退した。
政界引退後は大阪特殊製鋼の経営に専念したが、特殊鋼業界の前途にも悲観し1953年に社長を辞任して会長となるが、1954年（昭和29年）には会長も辞職した。同年、百年工業を買収して社長に就任し一からの出直しを図り、百年工業をダイジェット工業に名称を変更し、超硬工具業界に新規参入した。
1969年（昭和44年）4月の春の叙勲で勲三等に叙され、瑞宝章を受章する。
1977年（昭和52年）代表取締役会長に就任。その他、経済企画庁特命部員、通商産業省特別調査委員、加美工業会評議員、超硬工具協会理事、同常任理事、自民党前国会議員会理事などを務めた。1978年（昭和53年）11月29日紺綬褒章受章（飾版）、寄付の功績顕著として賞杯を賜った。
1984年4月25日、心不全のため、大阪市北区の住友病院で死去した。85歳没。同年5月18日、特旨を以て位記を追賜され、死没日付をもって正五位に叙される。

## 家族
生悦住家
- 父・安蔵[5][6]
- 母・まつ（1877年 - ?）[5][6]
- 妻[5][6]
- 長女[5][6]

## 人物
趣味は碁。宗教は禅宗。

## 著作
- 『西へ五萬キロ：新しい世界を一廻りして』萬里閣、1951年。
- 『やまと心』実業の世界社、1977年。

## 伝記
- 『追想生悦住貞太郎』ダイジェット工業、1988年。

## 脚註